# Públio Cornélio Rufino (ditador em 333 a.C.)
Públio Cornélio Rufino (em latim: Publius Cornelius Rufinus) foi um político da gente Cornélia da República Romana nomeado ditador em 333 a.C., o primeiro ano ditatorial da história de Roma, no qual não foram eleitos cônsules. Seu neto, Públio Cornélio Rufino, cônsul em 290 e 277 a.C. e ditador em 280 a.C., foi expulso do Senado pelo censor Caio Fabrício Luscino por viver em luxo excessivo.

## Ditadura (333 a.C.)
Em 333 a.C., Públio Cornélio foi nomeado ditador por que se temia uma reação dos samnitas por causa da campanha do ano anterior contra seus aliados, os sidicínios. Ele escolheu um "Marco Antônio" como seu mestre da cavalaria (magister equitum).
Os auspícios que embasaram sua eleição foram considerados incorretos pelos áugures, assim como a convicção de que haveria um iminente ataque dos samnitas e Públio Rufino foi obrigado a renunciar ao cargo.